# Pigádion
Pigádion är en ort i Grekland.   Den ligger i prefekturen Arkadien och regionen Peloponnesos, i den södra delen av landet, 120 km sydväst om huvudstaden Aten. Pigádion ligger 577 meter över havet och antalet invånare är 291.
Terrängen runt Pigádion är huvudsakligen kuperad, men åt sydost är den bergig. Havet är nära Pigádion åt nordost. Runt Pigádion är det glesbefolkat, med 11 invånare per kvadratkilometer. Närmaste större samhälle är Leonídio, 12,9 km nordväst om Pigádion. 